# Kolumbie na Letních olympijských hrách 2008
Kolumbie se účastnila Letní olympiády 2008. Zastupovalo ji 67 sportovců (43 mužů a 24 žen).

## Medailisté
| Medaile | Jméno              | Sport    | Soutěž                   |
| ------- | ------------------ | -------- | ------------------------ |
| Stříbro | Diego Salazar      | Vzpírání | Muži do 62 kg            |
| Bronz   | Jaqueline Renteria | Zápas    | Ženy volný styl do 55 kg |